# 1915 en Inde
Chronologie de l'Inde
- 1911
- 1912
- 1913
- 1914
- 1915
- 1916
- 1917
- 1918
- 1919

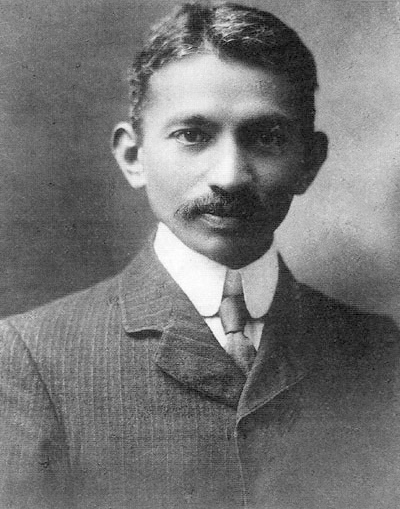
Mohandas Karamchand Gandhi rentre d'Afrique du Sud pour s'installer en Inde et commence son combat pour l'indépendance de l'Inde (photo de 1909).

Cette page concerne les évènements survenus en 1915 en Inde  :

## Évènement
- Deuxième phase du mouvement Bijolia (en), un mouvement paysan contre les exactions liées aux revenus fonciers.
- Retour d'Afrique du Sud de Mohandas Karamchand Gandhi : début du combat pour l'indépendance de l'Inde.Il fonde l'ashram de Sabarmati.
- février : Mutinerie de Ghadar (en)
- 19 mars : Loi de 1915 sur la défense de l'Inde (en)
- juillet : Loi de 1915 sur le gouvernement de l'Inde (en) (en vigueur le 1er janvier 1916)
- 24 octobre : Kallumala Samaram (en) (en français : protestation du collier de pierres),  une agitation ou une révolution sociale de la communauté Pulayar (en) qui a eu lieu à Perinad et dans les villages voisins, district de Quilon.
- 25 décembre : Complot du jour de Noël (en).

## Littérature
- Footfalls of Indian History (en) de sœur Nivedita.

## Création
- École de musique de Calcutta (en)
- Tour Mohamedally (en) à Sidhpur.

## Naissance
- Mohammed Burhanuddin (en), chef religieux.
- Aideu Handique (en), actrice.
- Vijay Hazare (en), joueur de cricket.
- Mary Hignett (en), actrice britannique.
- Maqbool Fida Husain, artiste peintre, réalisateur et producteur de cinéma.
- Pupul Jayakar (en), écrivaine.
- Pattabhi Jois, enseignant de yoga.
- Chintamoni Kar (en), sculpteur.
- Parul Mukherjee (en), militante révolutionnaire.
- K. S. Narasimhaswamy (en), poète.
- Pankajavalli (en), actrice.
- Linganna Pujari (en), personnalité politique.
- Habib Rahman (en), architecte.
- K. R. Ramsingh (en), acteur.
- Gudlavalleti Chalapati Rao (en), philosophe.
- Pakhal Tirumal Reddy (en), artiste.
- Uroob (en), écrivain.
- Gopal Prasad Vyas (en), poète.

## Décès
- Gurajada Apparao (en), écrivain, poète et scénariste.
- Gaurakisora Dasa Babaji (en), figure religieuse.
- Bhai Balmukund (en), révolutionnaire.
- Basanta Kumar Biswas (en),, activiste  pro-indépendance.
- Hem Chandra Chowdhury (en), zamindar.
- Upendrakishore Ray Chowdhury (en), écrivain et peintre.
- Gopal Krishna Gokhale, un des dirigeants et fondateurs du mouvement de l'indépendance de l'Inde.
- Altaf Hussain Hali (en), poète et écrivain.
- Gulabrao Maharaj (en), saint.
- Pherozeshah Mehta, personnalité politique.
- Khwaja Salimullah, Nawab de Dacca.